# مركز التجارة العالمي (السعودية)
مركز التجارة العالمي KAFD، هي ناطحة سحاب في منطقة الملك عبد الله المالي بالرياض، المملكة العربية السعودية. تم الانتهاء منه في عام 2016 وهو رابع أطول مبنى في البلاد على 303 متر (994 قدم)، مع 67 طابقا وحوالي 1,500,000 قدم مربع (140,000 م2) من مساحة الأرض.  تعد أبراج البيت ومبنى هيئة السوق المالية وبرج رافال أطول، لكن KAFD أطول قليلاً من مركز المملكة. صُمِّم البرج من قبل جينسلر.